# Reminiscences of a Journey to Lithuania
Reminiscences of a Journey to Lithuania is een compilatie van een serie filmopnames die tussen 1971 en 1972 gemaakt zijn door de Litouws-Amerikaanse kunstenaar Jonas Mekas tijdens een bezoek aan zijn geboortedorp.
De film is in 2006 in het National Film Registry opgenomen ter preservatie.